# (18790) Ericaburden
(18790) Ericaburden (1999 JG57) – planetoida z grupy pasa głównego asteroid okrążająca Słońce w ciągu 4,21 lat w średniej odległości 2,61 j.a. Odkryta 10 maja 1999 roku.